# Energy Transfer Partners
Energy Transfer LP es una empresa estadounidense dedicada al transporte de gas natural y propano. Se rige por las leyes del estado de Delaware y tiene su sede en Dallas, Texas. Fue fundada en 1995 por Ray Davis y Kelcy Warren, quien sigue siendo presidente y director ejecutivo. Posee una participación del 36,4% en Dakota Access, LLC, la empresa responsable del desarrollo del oleoducto Dakota Access.

## Estructura corporativa
Energy Transfer posee acciones mayoritarias en Sunoco LP, el 100 % de Sunoco Logistics Partners Operations LP, es socio general de USA Compression Partners LP, el 100 % de Lake Charles LNG, que posee una terminal de importación de GNL y una instalación de regasificación cerca de Lake Charles, Luisiana, 15 100 km de tuberías de transporte de gas natural con aproximadamente una capacidad de transporte de 590 millones de metros cúbicos diarios y 3 instalaciones de almacenamiento de gas natural en Texas y 19 600 km de gasoductos interestatales de gas natural con aproximadamente una capacidad de transporte de 290 millones de metros cúbicos por día. Poseen además el 36,4 % del oleoducto Dakota Access y del oleoducto de transferencia de energía, el 60 % del oleoducto Bayou Bridge, el 50 % del oleoducto Florida Gas Transmission, el 100 % del oleoducto troncal, el 100 % del oleoducto Transwestern, el 100% del Panhandle Eastern, el 100% del oleoducto Sea Robin, el oleoducto Revolution, los oleoductos Mariner East y el 32,6% del oleoducto Rover . A partir de 2022, controlaba 18669 km de oleoductos y dos instalaciones de almacenamiento en el estado de Texas.

## Historia
La empresa fue fundada por Kelcy Warren y Ray Davis en 1995. En 2011, la empresa, junto con Regency Energy Partners, compró activos intermedios de Castleton Commodities International por 2.000 millones de dólares.
En octubre de 2012, Sunoco, Inc. se convirtió en una subsidiaria de propiedad total de la empresa. Adquirió las participaciones de los socios generales, el 100 % de los derechos de distribución de incentivos y una participación de sociedad limitada del 32,4 % en Sunoco Logistics Partners LP, que opera una cartera muy diversa de oleoductos de petróleo crudo y productos refinados, activos de terminación y adquisición y comercialización de petróleo crudo. El mismo año adquirió Southern Union Company .
En agosto de 2014, la empresa adquirió Susser Holdings Corporation, que operaba Stripes, una cadena de más de 580 tiendas de conveniencia en Texas, Nuevo México y Oklahoma, que cambiaron de marca con los nombres Sunoco y A-Plus .
En enero de 2015, la empresa adquirió Regency Energy Partners por 11 mil millones de dólares.
En octubre de 2018, la empresa pasó a llamarse Energy Operating LP después de que Energy Transfer Equity la adquiriera. En septiembre de 2019, la empresa adquirió SemGroup por 5.000 millones de dólares. En enero de 2020, el exsecretario de Energía Rick Perry se reincorporó al directorio de la empresa.

### Oleoducto Dakota Access
Dakota Access, LLC es propiedad de la empresa en un 36,4 % y construyó el oleoducto Bakken, también conocido como oleoducto Dakota Access . En abril de 2016, la Agencia de Protección Ambiental de los Estados Unidos, el Departamento del Interior de los Estados Unidos y el Consejo Asesor sobre Preservación Histórica solicitaron una Declaración de Impacto Ambiental completa del oleoducto. En julio de 2016, la tribu Sioux de Standing Rock presentó una orden judicial contra el Cuerpo de Ingenieros del Ejército de EE. UU. para que detuviera la construcción del oleoducto. Un grupo de jóvenes activistas de Standing Rock corrió desde Dakota del Norte hasta Washington D. C. para presentar una petición en protesta por la construcción del oleoducto y lanzó una campaña internacional llamada ReZpect Our Water . En octubre de 2016, las protestas por el oleoducto Dakota Access estallaron en un sitio de construcción cerca del río Cannonball en Dakota del Norte, lo que resultó en el arresto de cientos de personas y el uso de la fuerza por parte de una empresa de seguridad privada, la policía estatal y del condado de Dakota del Norte y el New Guardia Nacional de México .
En agosto de 2017, Energy Transfer demandó a los grupos ambientalistas Greenpeace USA, BankTrack y Earth First! bajo la Ley Patriota . Energy Transfer acusó a estos activistas de intentar lucrarse a través del eco-terrorismo . Banktrack respondió que el caso es una demanda estratégica contra la participación pública sin fundamento y que es legal informar al público y a los bancos sobre proyectos con 'impactos sociales, ambientales y de derechos humanos negativos'. En 2019, el tribunal federal de Dakota del Norte desestimó la demanda por extorsión y difamación presentada por Energy Transfer Partners LP, el constructor del oleoducto Dakota Access de 1,000 millas, contra Greenpeace USA, EarthFirst y BankTrack por sus protestas contra el oleoducto. La demanda alega que Greenpeace USA engañó al público con afirmaciones falsas sobre los sitios sagrados de las tribus Sioux de Standing Rock y la probabilidad de que el oleoducto contaminara el río Misuri en Dakota del Norte. En contraste, un informe de Greenpeace de 2018 dijo que los oleoductos de transferencia de energía y los que son propiedad de las subsidiarias de la compañía "se derramaron más de 500 veces en la última década".